# Región de Androy
Androy es una de las 22 regiones de Madagascar, ubicada al sur del país. Está formada por los siguientes distritos (población en julio de 2014):
- Distrito de Ambovombe-Androy 359,155
- Distrito de Bekily 169,218
- Distrito de Beloha 112,326
- Distrito de Tsihombe 113,133[1]